# R & G Schmöle
R & G Schmöle war ein deutsches Unternehmen der Nichteisenmetallindustrie mit Sitz in Menden (Sauerland). Mit zuletzt (1989) 2000 Mitarbeitern war die Firma der Großarbeitgeber in Menden. 1989 wurde die Firma an KME Germany GmbH & Co. KG verkauft.
R & G Schmöle war neben Neuwalzwerk, Eisenwerk Rödinghausen und H.D. Eichelberg eines der vier bedeutenden Unternehmen der metallverarbeitenden Industrie im Bereich der heutigen Stadt Menden (Sauerland).

## Geschichte
Die Drahtmacherfamilie Schmöle war seit 1615 in Iserlohn im Drahtgewerbe tätig war. In ununterbrochener Geschlechterfolge sind die Schmöles dreieinhalb Jahrhunderte mit der bergisch-märkischen Metallindustrie verknüpft. Wenige deutsche Firmen haben eine derart lange Tradition.
Zu Beginn des 19. Jahrhunderts führte die Firma Carl Schmöle & Wilhelm Romberg in Iserlohn moderne Verfahren in der Reit- und Fahrgeschirrherstellung ein. Das Unternehmen wurde sukzessive nach Menden verlagert. 1834 errichtete man in Menden am Hönnenwerth ein Walz- und Drahtwerk für Messingblech, um die Wasserkraft der Hönne auszunutzen.
Im Industriemuseum Menden auf Gut Rödinghausen ist ein Musterkatalog der Firma R & G Schmöle aus dem Jahr 1834 erhalten.
1853 gründeten Rudolph und Gustav Schmöle die Firma R & G Schmöle.
Die Brüder Schmöle legten 1854 in Menden ein weiteres Werk an, um aus den Werksprodukten am Ort selbst Fertigwaren herstellen zu können. Als Teilhaber der Firma Schmöle, Wiemann & Co. wählten sie Adolf Wiemann und Friedrich Ostermann. Nach deren Ausscheiden wurde die Firma in Schmöle & Comp. umgewandelt. Das Fertigungsprogramm lehnte sich eng an die Fertigwarenproduktion des Iserlohner Stammhauses Schmöle & Romberg an. Bis 1891 personell verbunden mit R & G Schmöle spezialisierte man sich nach 1860 auf Armeebedarf; ab 1891 unter Gustav Adolf Schmöle (1866–1944) erfolgte eine Erweiterung der Produktpalette. Das Werk wuchs von 130 (1891) auf 1300 Beschäftigte (1943). 1965 erfolgte die Übernahme durch die Firma Grohe.
Carl Gustav Schmöle übernahm 1883 zusammen mit seinem Vetter Gustav Heinrich die Geschäftsführung der Firma R & G Schmöle o.H. Nach dem Austritt aus der Geschäftsleitung 1924 übernahm Carl Gustav Schmöle den Vorsitz im Aufsichtsrat der in eine Aktiengesellschaft umgewandelten Firma. 1953 feierte die R & G Schmöle das einhundertste Firmenjubiläum. Die Firmenleitung lag bei Dr.-Ing. Carl Schmöle und Walter Oesten.

## Produkte
Bei Gründung der Firma 1853 wurden zunächst Walz- und Drahtprodukte aus Kupfer hergestellt. Die erste Presse für nahtlose Rohre wurde 1904 in Betrieb genommen. Seit 1946 gehören auch Ventile zum Lieferprogramm. Das Unternehmen wurde im Laufe der Zeit (1953) ein Halbzeugwerk, war also mit der Herstellung
von Produkten aus Rohmaterialien in einfachster Form beschäftigt. Das Produktionsprogramm umfasste das Walzen von Blechen und Ziehen von Rohren und Drähten aus Kupfer und Messing bis zur vielfachen Weiterverarbeitung von Fertigerzeugnissen der Kupfer-, Bronze- und Messing Industrie. 1989 werden Rohre, Bänder, Rippenrohre und industrielle Sondererzeugnisse wie Ölkühler, Verdampfer und Kondensatoren für Wärmepumpen und Kälteanlagen sowie Verdampfer für Kühl- und Gefriergeräte gefertigt.

## Verkauf
1989 wurde R & G Schmöle an das Unternehmen KM-kabelmetal Aktiengesellschaft in Osnabrück verkauft. KM-kabelmetal wird bereits ein Jahr später mehrheitlich von der Italienischen „SMI-Società Metallurgica Italiana SpA“, Florenz erworben. In der Folge kommt es in den folgenden Jahren zu einer fast vollständigen Auflösung des Werksstandortes Menden.
Das Röhrenwerk mit etwa 320 Mitarbeitern (Stand 2019) wird Teil der KME Germany AG & Co. KG. 2019 als Rechtsnachfolger von R & G Schmöle. 2019 erfolgt der Verkauf des Werkes in Menden an die Hailiang Gruppe aus Zhejiang (China). Neuer Firmenname HME Copper Germany GmbH.
Schmelzwerk und Walzwerk wurden von KM-kabelmetal innerhalb der Firmengruppe an die Stolberger Metallwerke – heute KMD SE – weitergegeben und einige Jahre später geschlossen.
Die Herstellung von Rippenrohren und Wärmetauschern ging an die neugegründete Firma Schmöle in Fröndenberg mit 178 Mitarbeitern über, die sich in der Tradition der alten Firma R & G Schmöle sieht.
Die Firma VTI Ventil Technik GmbH in Menden setzt seit 1997 die Herstellung von Ventilen fort nachdem 1994 zunächst die niederländische Firma Aalberts N.V. die Ventilsparte übernommen hatte. Auch VTI sieht sich in der Tradition der alten Firma R & G Schmöle.

## Nachnutzung Betriebsgelände
Bis auf das kurz vor der Übernahme neugebaute Röhrenwerk werden alle alten Produktionsanlagen stillgelegt und abgerissen. Etwa 1500 Arbeitsplätze gehen verloren. Nur das Schmelzwerk erhält einen neuen Verwendungszweck als Veranstaltungsort. Für 2023 ist jedoch der Abriss samt Altlastensanierung vorgesehen. Auf dem Gelände des Walzwerkes entsteht ein neuer Stadtteil Hönneinsel. Die Beteiligung der Sparkasse Menden hat Anteil an der letztendlich Insolvenz der Sparkasse. Andere Teile des Geländes liegen brach (2022), da die Pläne eines Investors z. B. ein Eisenbahnunternehmen im Bereich Monorail anzusiedeln als gescheitert gelten müssen.